# ان‌جی‌سی ۱۰۰۳
ان‌جی‌سی ۱۰۰۳ (انگلیسی: NGC 1003) نام یک کهکشان مارپیچی در صورت فلکی برساووش است.